# Ritratto di veneziana
Il Ritratto di veneziana è un dipinto a olio su tavola di pioppo (29x22 cm) di Albrecht Dürer, siglato, databile al 1506 circa, e conservato nella Gemäldegalerie di Berlino. 

## Storia
L'opera viene datata, per analogia stilistica con il Ritratto di giovane veneziana a Vienna, al secondo soggiorno veneziano di Dürer, probabilmente al 1506, a giudicare dall'assorbimento più marcato, rispetto all'altra opera, del tonalismo della scuola locale. 
A lungo si è ritenuto, senza reale fondamento, che l'opera ritraesse la moglie di Dürer, Agnes Frey, pur non essendo somigliante agli altri ritratti noti della donna. Piuttosto le iniziali dell'effigiata dovrebbero essere E e S, leggibili al centro della fascia ricamata alla base della scollatura. Alle estremità della stessa, in caratteri maiuscoli, si vede anche le iniziali del pittore A e D, che compaiono anche nel celebre monogramma nell'angolo superiore sinistro.

## Descrizione e stile
La ragazza è ritratta di tre quarti fino alle spalle, voltata a sinistra e su sfondo azzurrino, che vuole forse dare l'idea di un cielo con la linea d'orizzonte e un mare celeste. Essa ha i capelli chiari, divisi dalla scriminatura al centro e raccolti da una preziosa reticella sul retro, con due ricci liberi che pendono ai lati delle orecchie incorniciando il viso. Indossa un collier di maglie dorate e un abito di varie tonalità di rosso abbellito dalla fascia ricamata in basso e da due pezze dagli orditi di colori diversi e dall'andamento mosso, a cui sono legate le maniche con nastri.
Nella resa delle sfumature si legge il culmine dell'assorbimento delle tendenze veneziane, legate al tonalismo, nell'arte del pittore tedesco, con un mai così scarso interesse verso la linea di contorno a fronte della ricerca di effetti di unificazione tonale.
Bisogna comunque valutare l'opera al netto degli energici restauri, che potrebbero aver accentuato l'effetto sfumato. Anche il cielo pallido dello sfondo potrebbe essere un'aggiunta posteriore, diversa dall'originale: a quell'epoca infatti Dürer non praticava ormai da anni il ritratto con uno sfondo paesistico, collocando così l'opera in questione in una posizione senz'altro isolata nello sviluppo personale della sua arte.